# Klenovice na Hané
Klenovice na Hané – gmina w Czechach, w powiecie Prościejów, w kraju ołomunieckim, w regionie Haná. Według danych z dnia 1 stycznia 2012 liczyła 825 mieszkańców.